# Năpăiești
Năpăiești falu Romániában, Erdélyben, Fehér megyében. Közigazgatásilag Aranyosszohodol községhez tartozik.

## Fekvése
Aranyosszohodol közelében fekvő település.

## Története
Năpăieşti korábban Aranyosszohodol része volt, 1956 körül vált külön 118 lakossal. 1966-ban 86, 1977-ben 76, 1992-ben 54, 2002-ben 41 román lakosa volt.